# Коста Перчево
Ко̀ста Пѐрчево е село в Северозападна България. То се намира в община Кула, област Видин.

## География
Намира се на 10 km от центъра на град Кула и на 6 km от центъра на Грамада.

## История
В селото е регистрирано едно от последните свидетелства за цялостно прилагане на обичая грамада – тук с него през 20-те години на XX век са прокълнати двама братя, които приемат като ратай в дома си бежанец от Русия, а по-късно го убиват, за да го ограбят.
Старото име на селото е Пседерци. При комунистическия режим е преименувано на Коста Перчево по името двама убити братя партизани Коста и Перчо. Те са синове на Йордан Костов, един от най-заможните хора в селото, който при комунистическия режим става кмет и председател на местното Трудово кооперативно земеделско стопанство (ТКЗС) и участва активно в терора срещу противниците на режима.
През 1950 година режимът изселва принудително от селото 9 семейства (37 души).
По време на Кулските събития през март 1951 година повечето хора от селото подават молби за напускане на ТКЗС. На проведено на площада общоселско събрание видинският партиен ръководител Нинко Стефанов се опитва да ги разубеди, но без никакъв успех и, както в повечето съседни села, хората тръгват оттам към стопанството, за да върнат имуществото си. Това е предотвратено от временно разквартируваното в селото военно поделение, като Стефанов се разпорежда то да действа с всички възможни средства, но до тежки сблъсъци не се стига. Въпреки това напрежението остава силно, селяните демонстративно отказват да участват в каквито и да е мероприятия на властите, включително организирана по това време национална подписка в защита на мира, а няколко комунисти напускат партията в знак на солидарност със съселяните си. Шестима души са осъдени на до 10 години затвор на проведени в селото публични процеси.
Към 2012 година в селото има около 60 – 80 жители.

## Население
Преброяване на населението през 2011 г.
Численост и дял на етническите групи според преброяването на населението през 2011 г.:
|                     | Численост | Дял (в %) |
| Общо                | 90        | 100,00    |
| Българи             | 90        | 100,00    |
| Турци               | 0         | 0,00      |
| Цигани              | 0         | 0,00      |
| Други               | 0         | 0,00      |
| Не се самоопределят | 0         | 0,00      |
| Неотговорили        | 0         | 0,00      |

## Културни и природни забележителности
На центъра на селото има 2 паметника на братята Коста и Перчо.

## Редовни събития
Селският събор се състои около 2 август на Свети Илия.

### Цитирани източници
- Груев, Михаил. Преорани слогове. Колективизация и социална промяна в Българския северозапад 40-те – 50-те години на XX век.   София, Сиела, 2009. ISBN 978-954-28-0450-5.